# Frédéric Sauvage

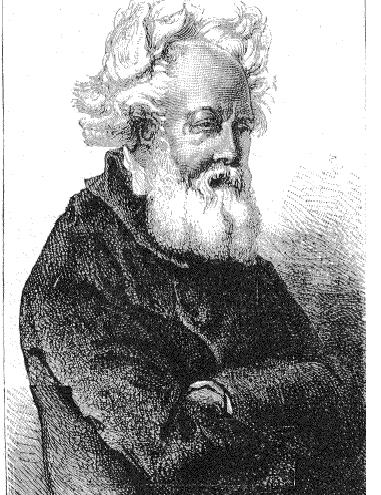
Frédéric Sauvage

Frédéric Sauvage (Boulogne-sur-Mer, 20 de setembre de 1786 - París, 17 de juliol de 1857) va ser un constructor de vaixells francès que va fer les primeres proves en hèlix marines. El seu cognom apareix inscrit a la Torre Eiffel
En una demostració pública feta amb una petita barca el 15 de gener de 1832, va ser capaç de demostrar que una hèlix propulsora era més eficient que el sistema de pales posades als costats de les barques que aleshores es feia servir. Tanmateix això no va interessar a la Marina francesa i el seu intent de comercialitzar el seu invent va acabar en fallida econòmica i va ser empresonat per deutes. Actualment es considera que Josef Ressel (Àustria) que va patentar -ho, el 1827, és el desenvolupador de les hèlix, malgrat que Sauvage n'és el pioner.